# Ядрино (Ядринський район)
Я́дрино (рос. Ядрино, чув. Чирĕккасси) — село у Чувашії Російської Федерації, адміністративний центр Ядринського сільського поселення Ядринського району.
Населення — 128 осіб (2010; 155 в 2002, 184 в 1979, 251 в 1939, 312 в 1926, 257 в 1897, 214 в 1858, 469 в 1795). У національному розрізі у селі мешкають чуваші та росіяни.

## Історія
Історичні назви — Знаменське-Ядрино, Знаменське. До 1866 року селяни мали статус державних, займались землеробством, тваринництвом, виробництвом взуття, одягу, цегли, музичних інструментів. Діяв храм Ікони Божої Матері «Знамення» (1746–1936). 1871 року відкрито земське училище, з 1 січня 1890 року — школа грамоти. На початку 20 століття діяли водяний млин, шинок, 6 магазинів, ринок. 1929 року створено колгосп «11 років Жовтня». До 1927 року село входило до складу Ядринської та Малокарачкінської волостей Ядринського повіту (волосний центр до 1926 року). Після переходу 1927 року на райони — у складі Ядринського району.

## Господарство
У селі діють школа, офіс лікаря загальної практики, відділення банку, спортивний майданчик, магазин, церква (з 1998 року).